# Ammónium-cérium(IV)-nitrát
Az ammónium-cérium(IV)-nitrát szervetlen vegyület, képlete (NH4)2Ce(NO3)6. Vízben oldódó, narancssárga-vörös színű anyag, a szerves kémiában oxidálószerként, az analitikai kémiában mennyiségi meghatározáshoz használják (cerimetria).

## Előállítása, tulajdonságai és szerkezete
A [Ce(NO3)6]2− anion Ce2O3 forró, tömény salétromsavban (HNO3) történő feloldásával állítható elő.
A só a [Ce(NO3)6]2− anionból és két ammónium (NH+4) ellenionból épül fel. Az ammóniumionok nem vesznek részt a só oxidációs reakcióiban. Az anionban az egyes nitrátionok a központi cériumionnal bidentát kelátot képeznek, az alábbi ábrán látható módon:

Hexanitrátocerát anion

A [Ce(NO3)6]2− anion Th (idealizált Oh) szimmetriájú. A CeO12 egység egy ikozaédert alkot.
A Ce4+ erős egyelektronos oxidálószer, Redoxpotenciálját tekintve (E° ~ 1,61 V NHE-re vonatkoztatva) még a klórnál (Cl2) is erélyesebb oxidáló ágens (E° ~ 1,36 V). Kevés erősebb oxidálószer van, amely stabilan eltartható. A redoxireakció során a Ce(IV) egy elektron felvételével Ce(III)-má alakul át, melyet az oldat narancssárga színének halvány sárgává történő változása jelez (ha sem a szubsztrát, sem a termék nem túl intenzív színű).

## Fordítás
Ez a szócikk részben vagy egészben  a   Ceric ammonium nitrate című angol Wikipédia-szócikk ezen változatának fordításán alapul.  Az eredeti cikk szerkesztőit annak laptörténete sorolja fel. Ez a jelzés csupán a megfogalmazás eredetét és a szerzői jogokat jelzi, nem szolgál a cikkben szereplő információk forrásmegjelöléseként.